# 2010 في البرازيل
فيما يلي قوائم الأحداث التي وقعت خلال عام 2010 في البرازيل.

## رياضة
- 1 يناير – الدوري البرازيلي لكرة القدم 2010
- 1 يناير – جائزة البرازيل الكبرى 2010 الفائز سباستيان فيتل.

## أفلام
من الأفلام التي صدرت هذه السنة في البرازيل:
- 11 يونيو – هولينج من إخراج Sean Walsh ‏.

## وفيات

### فبراير
- 10 فبراير – أورلاندو بيسانيا دي كارفايو (مواليد 1935) لاعب كرة قدم برازيلي.